# Dojrzewanie

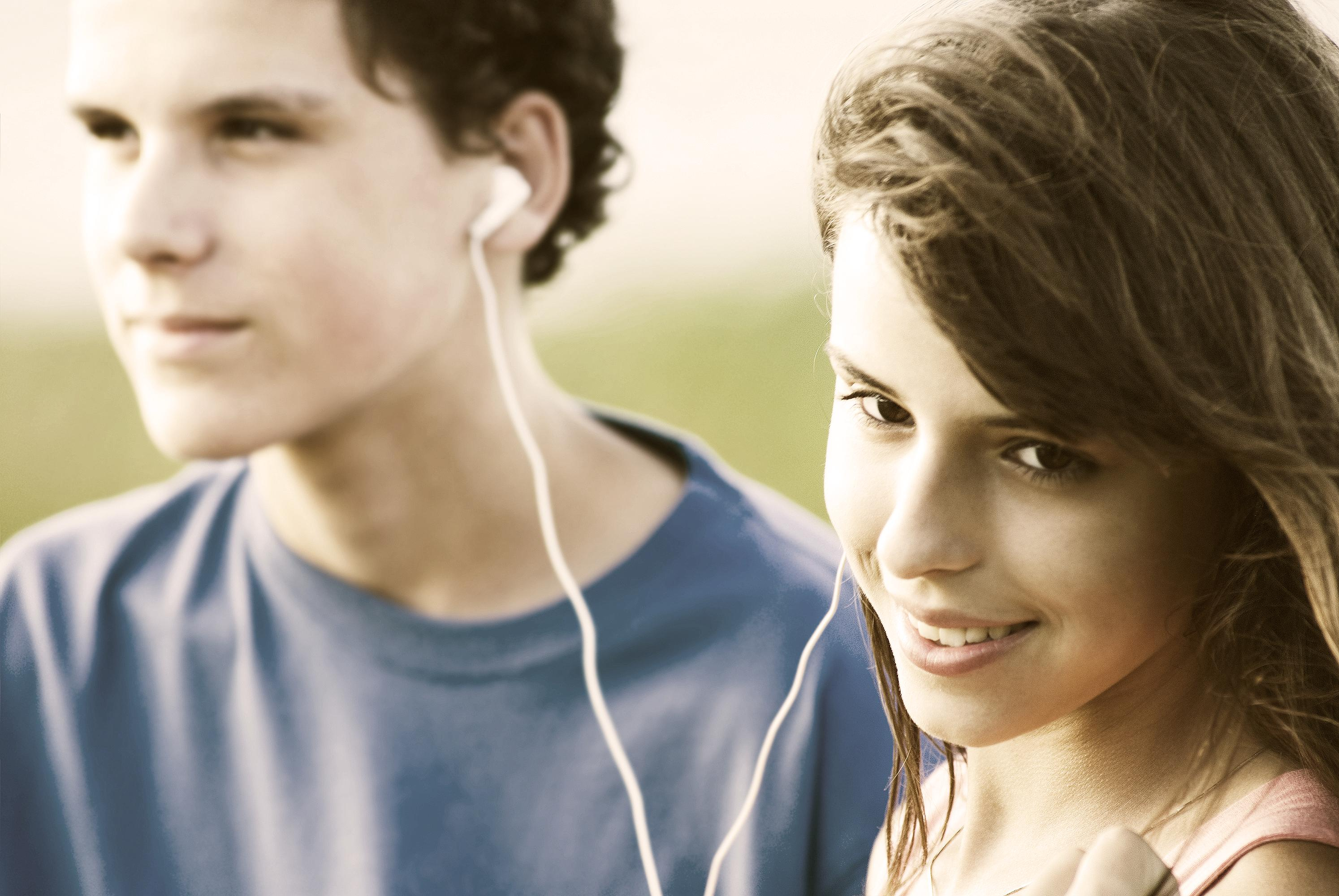
Dwoje nastolatków słuchających muzyki

Dojrzewanie, adolescencja – okres życia między dzieciństwem a dorosłością, charakteryzujący się przeobrażeniami w budowie i wyglądzie ciała (dojrzewanie biologiczne), psychice – kształtowaniu osobowości (dojrzewanie psychiczne), postawach wobec płci (dojrzewanie psychoseksualne), pełnieniu roli społecznej (dojrzewanie społeczne).
Dojrzewanie jest uzależnione od czynników genetycznych, płciowych, środowiskowych, klimatycznych, kulturowych. Określane jest również terminami „adolescencja” i „moratorium psychospołeczne”.

## Fazy dojrzewania
- Przygotowawcza faza przedpokwitaniowa (prepubertalna)
- Faza dojrzewania właściwego (pubertalna)
- Popokwitaniowa faza dorastania (postpubertalna)

## Problemy okresu dojrzewania

### Medyczne
- W związku z wahaniami poziomu hormonów, a zwłaszcza androgenów, często pojawia się potliwość, oraz zmiany skórne w postaci trądziku młodzieńczego.
- Często w tym wieku występuje depresja (np. w wyniku braku akceptacji w grupie rówieśniczej).
- Może wystąpić anoreksja i bulimia.
- Gwałtowny wzrost przyczynia się do osłabienia układu odpornościowego.

### Psychospołeczne
- Potrzeba akceptacji w grupie rówieśniczej (a także ciekawość, uczucie „dorosłości” lub inny czynnik psychologiczny) może skłaniać nastolatków do zainteresowania używkami (alkohol, papierosy, narkotyki).
- Duża potrzeba niezależności zachęca młodzież do buntu przeciwko rodzicom, wyrażanego np. przez uczestnictwo w subkulturach młodzieżowych, wagary, konflikty z prawem bądź zainteresowanie sektami.
- Narastający popęd seksualny może wywoływać poczucie winy, zwłaszcza u młodzieży wychowanej w konserwatywnym środowisku.

## Literatura
- Freud, Sigmund: Życie seksualne. Warszawa: Wydawnictwo KR 2010.
- Gansel Carsten, Zimniak Paweł (red. nauk.): Zwischenzeit, Grenzüberschreitung, Aufstörung: Bilder von Adoleszenz in der deutschsprachigen Literatur. Heidelberg: Universitätsverlag Winter 2011. ISBN 3-8253-5791-0.
- Hayman Suzie: Wychowujemy nastolatka, czyli jak być mądrym i kochającym rodzicem. Warszawa: Edgard 2010.
- Jaczewski, Andrzej: O chłopcach dla chłopców. Wydawnictwo Lekarskie PZWL 2010.
- Josephson Michael S., Peter Val J., Dowd Tom: Jak kształtować charakter nastolatka. Budowanie zaufania. Okazywanie szacunku. Uczciwość, odpowiedzialność. Poczucie sprawiedliwości. Warszawa: Wydawnictwo Lekarskie PZWL 2004.
- Jung, Carl Gustav: O rozwoju osobowości. Warszawa: Wydawnictwo KR 2009.
- Kendall, Philip C.: Zaburzenia okresu dzieciństwa i adolescencji. Techniki terapeutyczne dla profesjonalistów i rodziców. Gdańskie Wydawnictwo Psychologiczne 2012.
- King, Vera: Die Entstehung des Neuen in der Adoleszenz: Individuation, Generativität und Geschlecht in modernisierten Gesellschaften. Wiesbaden: VS Verlag für Sozialwissenschaften 2002. ISBN 3-8100-3562-9.
- Kobyłecka Wanda, Jaczewski Andrzej: O dziewczętach dla dziewcząt. Warszawa: Wydawnictwo Lekarskie PZWL 2010.
- Koller Hans-Christoph, Rieger-Ladich Markus (red. nauk.): Figurationen von Adoleszenz: Pädagogische Lektüren zeitgenössischer Romane II. Bielefeld: Transcript 2009. ISBN 978-3837610253.
- Lew-Starowicz Zbigniew, Długołęcka Alicja, Fijałkowska-Grabowiecka Agnieszka: Dojrzewanie, miłość, związki. U progu dorosłości. Warszawa: Bellona 2004.
- Senejko, Alicja: Obrona psychologiczna jako narzędzie rozwoju. Na przykładzie adolescencji. Warszawa: Wydawnictwo Naukowe PWN 2010.
- Stompor Ewa: Dojrzewanie dziewcząt bez tajemnic. Wydawnictwo Literat 2009.
- Zatoni, Mariatresa: Jak mądrze wychować nastolatka. Rady praktyczne dla rodziców i wychowawców. Kraków: Bratni Zew 2010.

### Sprawozdania, recenzje
- Gerda Nogal, Izabela Taraszczuk: Adolescencja w literaturze niemieckojęzycznej. W: „Przegląd Zachodni”, nr 4 (337)/2010, s. 295–298 (sprawozdanie z konferencji naukowej w Instytucie Filologii Germańskiej w Zielonej Górze zorg. przez Uniwersytet Zielonogórski i Justus-Liebig-Universität Gießen w dn. od 13 do 15 maja 2010 r.). ISSN 0033-2437.

### Adolescencja w literaturze pięknej
- Eugenides Jeffrey: Przekleństwa niewinności (tytuł oryg. The Virgin Suicides, 1993). Przekład: Witold Kurylak. Katowice: Wyd. Sonia Draga 2004. ISBN 83-897790-7-2. Sofia Coppola nakręciła w 1999 r. film pod tym samym tytułem, w rolach głównych wystąpili Kathleen Turner, James Woods, Kirsten Dunst, Josh Hartnett i Danny DeVito.
- Kaysen, Susanna: Przerwana lekcja muzyki (tytuł oryg. Girl, Interrupted, 1993). Przekład: Paweł Laskowicz. Wyd. Zysk i Spółka 1996. ISBN 83-7150-104-8. Powieść przeniósł w 1999 r. na ekran James Mangold – dramat Przerwana lekcja muzyki z Winoną Ryder, Angeliną Jolie, Whoopi Goldberg i Vanessą Redgrave.

Przeczytaj ostrzeżenie dotyczące informacji medycznych i pokrewnych zamieszczonych w Wikipedii.